# Amisfield House
Amisfield House war ein Herrenhaus nahe der schottischen Stadt Haddington in der Council Area East Lothian. Das Gebäude wurde um 1928 abgebrochen, es existieren jedoch noch zahlreiche Außengebäude, von den 15 als Denkmäler klassifiziert sind. Hervorzuheben sind die Gärten, die 1971 in die schottischen Denkmallisten in der höchsten Kategorie A aufgenommen wurden. Das Objekt ist nicht zu verwechseln mit dem Amisfield Tower in Dumfries and Galloway.

## Geschichte
Ab dem 12. Jahrhundert gehörten die Ländereien zu dem zisterziensischen Frauenkloster von Haddington (Nunnery of Haddington). Im frühen 18. Jahrhundert erwarb der berüchtigte Spieler und Lebemann Francis Charteris das Anwesen und benannte es nach dem Anwesen seiner Vorfahren in Dumfriesshire von Newmills in Amisfield um. Seine Tochter Janet ehelichte James Wemyss, 5. Earl of Wemyss. Ihr zweiter Sohn Francis Wemyss Charteris, der spätere siebte Earl of Wemyss, erbte Amisfield nach dem Ableben Francis Charteris’ im Jahre 1732. Während des Zweiten Jakobitenaufstands nutzte das Militär die Parkanlagen von Amisfield.
Wemyss Charteris ließ um 1755 die Keimzelle von Amisfield House errichten. Hierzu engagierte er den englischen Architekten Isaac Ware, der ein Herrenhaus im palladianischen Stil erschuf, das zu den bedeutendsten Exemplaren dieser Stilrichtung in Schottland gerechnet wurde. 1785 wurde das Herrenhaus nach einem Entwurf des Architekten John Henderson erweitert. Wie bereits während der Jakobitenaufstände, wurde das Anwesen auch während der Koalitionskriege durch das Militär genutzt. Ebenso war im Laufe des Ersten Weltkriegs eine militärische Dienststelle in Amisfield House untergebracht. Im Jahre 1928 wurde der rote Sandsteinbau abgebrochen. Das gewonnene Steinmaterial wurde teilweise wiederverwendet. Unter anderem zum Bau einer Schule in Prestonpans, eines Krankenhauses in Haddington sowie eines Golfclubheims in Longniddry.
Ab 1833 wurden auf dem Anwesen die Tyneside Games abgehalten. 1865 wurde der Haddington Golf Club gegründet und Teile der Parkanlagen zu einem Golfplatz umgestaltet. Der Golfplatz existiert bis heute. Die Parkanlagen dienten im Zweiten Weltkrieg als Militärlager. Am Standort von Amisfield House befindet sich heute das moderne Clubhaus.

## Gärten

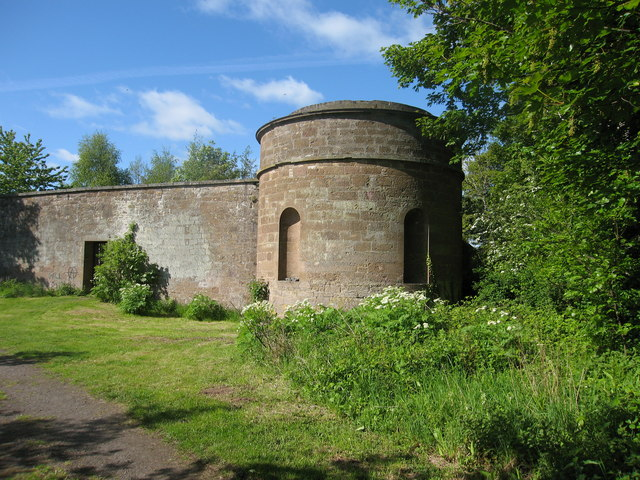
Pavillon an der Außenmauer

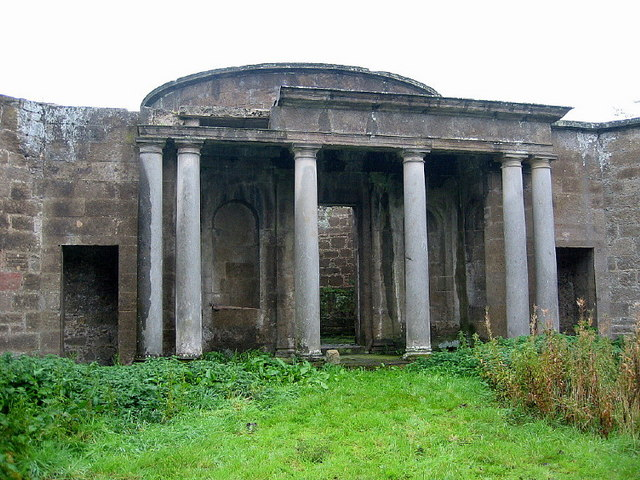
Eingangsbereich eines Pavillons

Die Gärten liegen 300 m östlich des ehemaligen Herrenhauses. Sie entstammen einem Entwurf John Hendersons aus dem Jahre 1786. Allenfalls die fünf Meter hohen Umfriedungsmauern sind älteren Datums. Die 3,24 Hektar umfassende Anlage ist streng nach klassizistischem Muster mit quadratischem Grundriss aufgebaut. An den vier Ecken sind runde Pavillons eingerichtet, die einst mit Kuppeln abschlossen. Die Eingänge sind mit klassizistischen Portiken mit dorischen Säulen, Architrav, Fries und Gesimse gestaltet. Spätestens ab Mitte des 19. Jahrhunderts wurde der Südostpavillon als Taubenturm genutzt. Im Südwestpavillon wurde später wahrscheinlich eine Fasanerie eingerichtet. An der Nordseite befand sich ein Gewächshaus. Dessen Hypokaustum wurde zunächst durch gefließte Röhren, später durch gusseiserne Rohre betrieben.